# Thalia (Schiff, 1909)
Die Thalia ist eines der letzten echten Dampfschiffe Österreichs und zugleich der einzige Schraubendampfer im Land. Sie ist das Flaggschiff der Wörthersee Schifffahrt und gehört neben den ähnlich großen Motorschiffen Kärnten (1974) und Klagenfurt (1971) zu den drei größten Schiffen die den Wörthersee befahren.

## Geschichte
Das auf dem Wörthersee verkehrende Schiff wurde in Sachsen bei der Dresdner Maschinenfabrik und Schiffswerft Übigau mit der Produktionsnummer 1036 gebaut, zerlegt geliefert und in einer Werft bei Pritschitz, einem Teil Pörtschachs 1909 fertiggestellt. 1974 musste es nach einem Wellenbruch außer Dienst genommen werden und wurde in der Werft Klagenfurt eingemottet.

### Rettung
Um den Dampfer vor der Verschrottung zu bewahren, wurde (umgerechnet) rund eine Million Euro von Privatleuten und Firmen gesammelt. Die Maschine wurde in Luzern überholt, neue Aufbauten aus Aluminium wurden von einer Werft in Novi Sad gefertigt. Nach Abschluss umfangreicher Restaurierungsmaßnahmen (Dezember 1986 – Juni 1988) ist die Thalia seit dem 2. Juli 1988 wieder im kommerziellen Betrieb und wird dabei vorrangig für Sonderfahrten eingesetzt. Beim Verkauf an die Wörthersee Schifffahrt 2010 wurde der Käuferin eine Betriebspflicht auferlegt und ließen sich die Stadtwerke Klagenfurt ein Rückkaufrecht einräumen.
Anlässlich des 100-jähriges Jubiläums wurde 2009 eine Sonderbriefmarke aufgelegt.
Die Thalia fährt mit dem für die gewerbliche Schifffahrt vergebenen beidseits am Bug aufgemalten Schiffskennzeichen K-10005.

## Aufbau und Räume

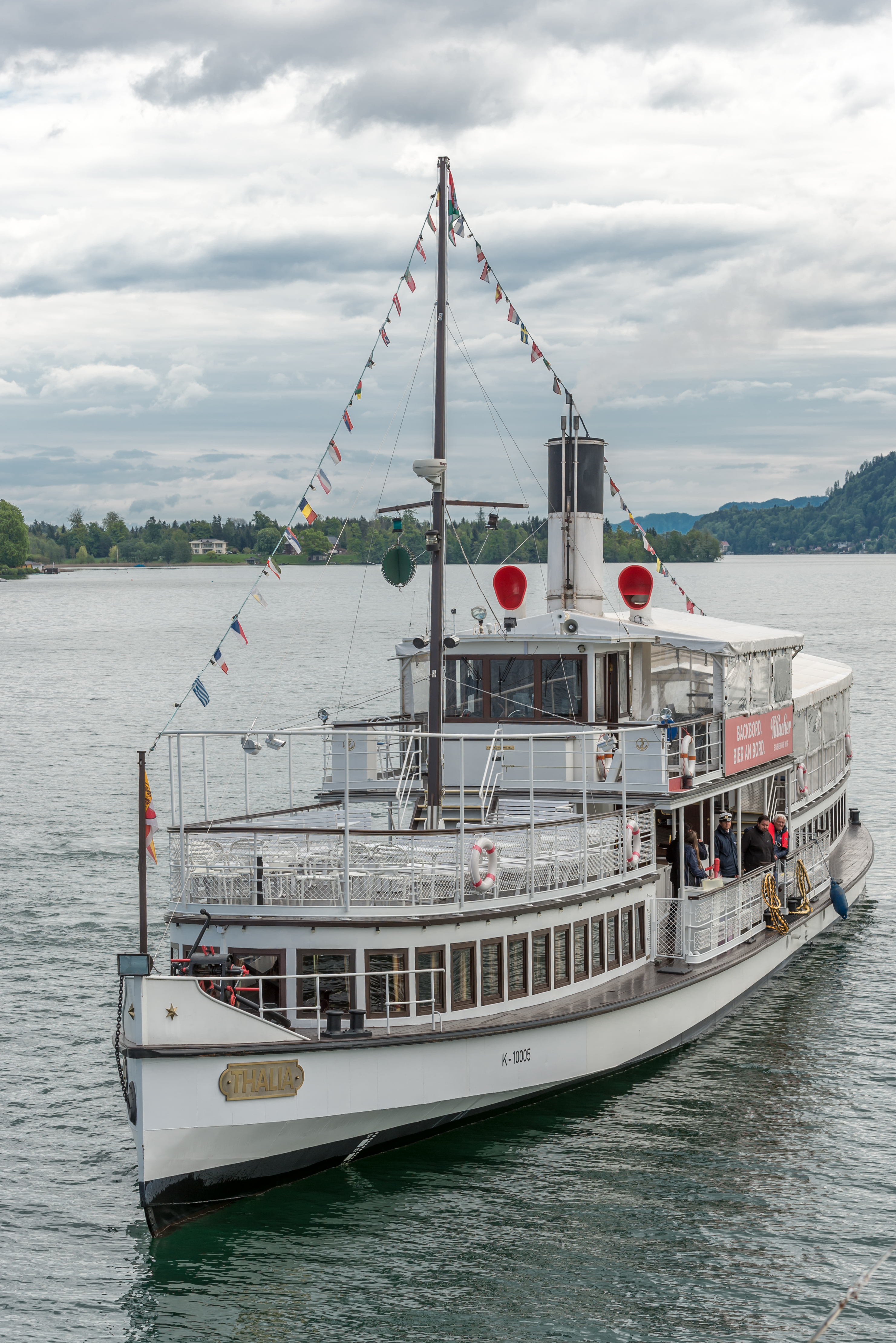
Die Thalia in Maria Wörth (2019)

Im vorderen und hinteren Drittel weist das Schiff je zwei übereinander liegende Passagierdecks auf. Nur die unteren sind mit Wänden abgeschlossen und weisen je Seite jeweils eine zusammenhängende Reihe von je 12 bzw. 11 etwas hochgelegten Fenstern auf. Die Fußböden dieser Salons reichen bis unter die Wasserlinie.
Der vordere Salon steigt zum Bug hin mit der Bordkante des Schiffs im Niveau um etwa 60 cm an, verjüngt sich hier auch mit dem Rumpf und lässt am Bug ein kleines, dreieckiges Stück Decksfläche frei, wo der Anker aufliegt, der mittels Seil und drehbarem Kranarm über Bord und ins Wasser gehievt werden kann. Die etwa 1 cm starke Ankerkette läuft durch die Ankerklüse, die Öffnung, die steuerbordseitig (rechts)  nahe am vertikalen Vordersteven in den Schiffsrumpf. Die Thalia führt am Deck liegend einen schwereren, zweiten Stockanker als Reserve mit.
Der hintere, breitere „Casino-Velden“-Salon weist fest eingebaute Tische und Bänke auf, heckseitig eine Bar mit zwei Roulette-Kesseln in den Ecken, die über schräge Spiegel darüber einsehbar gemacht werden. Ein hinterstes Stück gut halbrunder Decksfläche mit Rudermechanik und Doppelpollern zum Vertäuen bleibt ausgespart, ist jedoch überbaut.
Das hintere Oberdeck weist eine innen mit Plane bespannte Reling und ein Planendach auf Rohrrahmen auf. Tische und Stühle werden durch eine steuerbordseitig (links) liegende Bartheke ergänzt. Die Reling am vorderen Oberdeck ist verglast und nach oben um einen ungedeckten Rohrrahmen ergänzt. Bei einem Viertel der Schiffslänge ragt hier ein 10 m hoher Holzmast auf, der an der Spitze zwei Drittel des Schiffs überspannende Flaggenleinen trägt und auf halber Höhe ein Toplicht, eine textil grün bespannte Signalkugel, den Ankerball, und etwas darüber eine Rundumradarantenne.

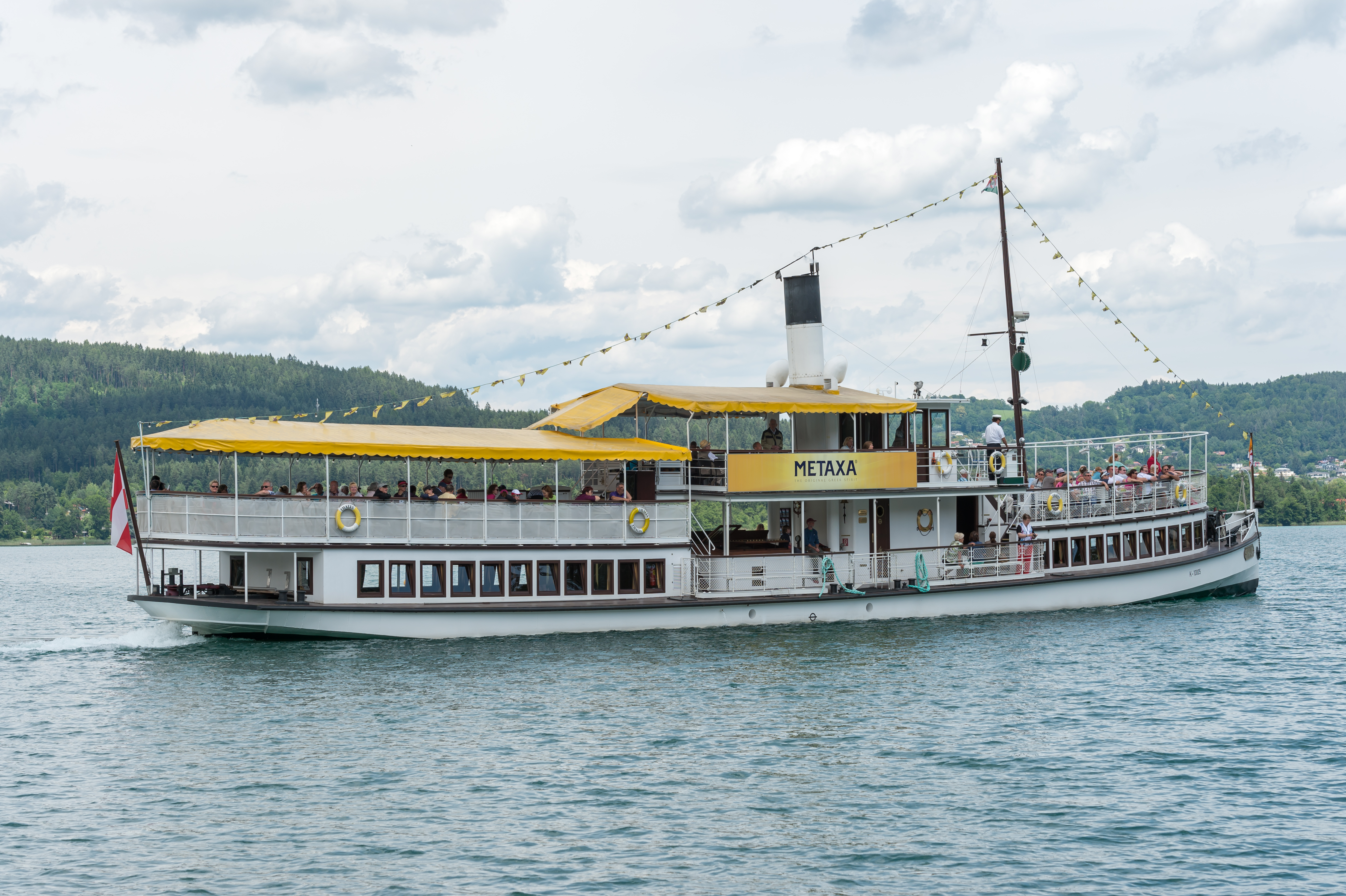
Heckansicht

Die zwei Decks in der Mitte des Schiffs liegen jeweils genau einen Halbstock höher. Gut 45° steile Treppen stellen – seitenmittig bzw. paarig seitlich – die Verbindungen her. Am höchsten liegt das obere Mitteldeck das ebenfalls an Dach und Reling mit blauer Plane bespannt ist. Vorne liegt hier das verglaste Steuerhaus, das einerseits noch mit einem klassischen Holz-Steuerrad und Maschinentelegraf ausgestattet ist, andererseits mit modernem Bildschirm für Radarbild und GPS-Navigation.
Der Bereich um das Steuerhaus ist für Passagiere im Allgemeinen mit Ketten abgesperrt. Ganz an den Schiffsseiten liegen hier die zwei Außen-Steuerstände, die Sicht auf die Anlegesituation bieten. Hinter dem Steuerhaus ragt der Feuerungsschlot bis 9 m über die Lademarke auf, daneben weniger hoch zwei Lufthutzen über das Dach zur Belüftung des Maschinenraums.
Am unteren Deck in Schiffsmitte liegen an den Schiffsseiten je eine Eingangstür in der mit Gittern gefüllten Reling und je zwei Doppelpoller für das Vertäuen beidseits der vom Landesteg her aufzulegenden Passagierbrücke. Innerhalb eines Umgangs liegen auf diesem Deck eine Küche vorne liegendem Ausgabefenster, dahinter zwei Toiletten und hinter dem Schlot, von einer Brüstung umgeben, die Deckenöffnung des Maschinenraums.
Diese Öffnung lag ursprünglich völlig frei, wurde jedoch im Zuge der Renovierung (1989) in der hinteren Hälfte mit einem Holzdach mit aufklappbaren Dachfenstern eingedeckt. Damals wurden auch die nur mit Eisensprossen versehenen Fensteröffnungen in der Brüstung mit Glasfenstern in Holzrahmen versehen.
Zwei Ketten sperren den Zugang von links zur besonders steilen Treppe hinunter zum Schlotfuß in den Maschinenraum, dem ständigen Arbeitsplatz des Maschinisten, der Maschine mittels großer Handhebel bedient und dabei von oben beobachtet werden kann. Dieser Maschinenraum weist an jeder Schiffsseite – vor und hinter, jeweils etwas über der Lademarke – zwei kleine Bullaugen auf.

## Dampfmaschine und Bedienung
Der ursprünglich mit händisch eingeschaufelter Kohle befeuerte Dampfkessel „Waagner-Biro Thermobloc“ wird heute mit einem thermostatgeregelten Öl-Gebläsebrenner beheizt. Eine mit Kupferblech verkleidete, isolierte Dampfleitung führt über Kopf zur Dampfmaschine, die etwas hinter der halben Schiffslänge liegt, deren Welle mit typisch 150–160 min−1 läuft und über ein Kupplungsstück mit radialen Einstecklöchern die Schraubenwelle antreibt. Diese trägt etwa 1 m hinter der Maschine ein axiales Gleitlager aus drei massiven, geölten Stahlscheiben, die die von der Schiffsschraube herrührenden Druck- bzw. Zugkräfte an fest im Schiff eingebauten Lamellen abstützen.
Der Maschinist steht rechts der Maschine und wendet sich ihr zu. Seine Aufmerksamkeit gilt dabei dem Maschinentelegrafen in Kopfhöhe rechts, der vom Kapitän von einem seiner drei Steuerstände ferngestellt wird und bei jeder Verstellung kurz läutet. Der Maschinist quittiert zuerst den Befehl (z. B. „halb(e Kraft) voraus“) durch entsprechendes Verstellen seines Telegrafenhebels und verändert unmittelbar darauf die Dampfzufuhr, um eine geeignete Drehzahl zu erreichen, die er an einem Zeigerinstrument ablesen kann.
Das Reglerventil liegt oben auf der etwa 2,5 m hohen Zweizylinder-Dampfmaschine. Ein etwa 50 cm langer Kurbelhebel erlaubt die Verstellung um etwa 60° zwischen „A“ (für Auf) und „Z“ (Zu). Stoppt der Hochdruckzylinder an einem Totpunkt muss ausnahmsweise Dampf dosiert direkt auch auf den nachgeschalteten (Niederdruck-)Zylinder geleitet werden, um die Drehung zu starten. Um die Maschine etwa zum Bremsen oder bei einem Anlegemanöver zurückdrehen zu lassen, muss sie zuerst durch Schließen des Reglers der Dampfzufuhr gestoppt und dann umgesteuert werden. Dazu wird etwa 1 m hoch zwischen den Pleueln aufragender Hebel entriegelt, gekippt und wieder eingerastet.
Der obenliegende Zylinderblock ist nur mit vier Spannstäben von etwa 5 cm Durchmesser mit dem Kurbellager fest verbunden, zwischen den Stäben bewegen sich zwei Pleuel und die Steuerstangen auf und ab. Runde, rot lackierte Abdeckplatten machen oben die unterschiedlichen Zylinderdurchmesser sichtbar: Vorne der Hochdruckzylinder mit etwa 20 cm, hinten der Niederdruckzylinder mit rund 40 cm Durchmesser.
Hinter sich hat der Maschinist einen Schubladenkasten für Werkzeug und Ersatzteile mit Arbeitsfläche. Der Zylinderkopf reicht bis auf Höhe des Fußbodens des Eingangsdecks. Erst die Decksöffnung macht die Oberseite für Service zugänglich.

## Rettungsmittel
An den Relings hängen seitlich außen 14 klassische Rettungsringe.